# 무참과 무괴
부파불교의 설일체유부의 논서 《아비달마품류족론》 제3권에 따르면,
다음은 무참(無慚)과 무괴(無愧)의 공통된 마음작용들이다.
- 불치(不羞): 부끄러워하지 않음
- 부등치(不等羞): 그 모두에 대해 부끄러워하지 않음
- 불각별치(不各別羞): 각각 따로따로에 대해 부끄러워하지 않음
- 불염(不厭): 싫어하지 않음
- 부등염(不等厭): 그 모두에 대해 싫어하지 않음
- 불각별염(不各別厭): 각각 따로따로에 대해 싫어하지 않음
- 불훼(不毀): 무너뜨리지 않음
- 부등훼(不等毀): 그 모두에 대해 무너뜨리지 않음
- 불각별훼(不各別毀): 각각 따로따로에 대해 무너뜨리지 않음

## 같이 보기
- 무참
- 무괴
- 불염

## 참고 문헌
- 곽철환 (2003). 《시공 불교사전》. 시공사 / 네이버 지식백과. |title=에 외부 링크가 있음 (도움말)
- 미륵 지음, 현장 한역, 강명희 번역 (K.614, T.1579). 《유가사지론》. 한글대장경 검색시스템 - 전자불전연구소 / 동국역경원. K.570(15-465), T.1579(30-279). |title=에 외부 링크가 있음 (도움말)
- 세친 지음, 현장 한역, 권오민 번역 (K.955, T.1558). 《아비달마구사론》. 한글대장경 검색시스템 - 전자불전연구소 / 동국역경원. K.955(27-453), T.1558(29-1). |title=에 외부 링크가 있음 (도움말)
- 운허.  동국역경원 편집, 편집. 《불교 사전》. |title=에 외부 링크가 있음 (도움말)
- (영어) DDB. 《Digital Dictionary of Buddhism (電子佛教辭典)》. Edited by A. Charles Muller. |title=에 외부 링크가 있음 (도움말)
- (중국어) 미륵 조, 현장 한역 (T.1579). 《유가사지론(瑜伽師地論)》. 대정신수대장경. T30, No. 1579. CBETA. |title=에 외부 링크가 있음 (도움말)
- (중국어) 佛門網. 《佛學辭典(불학사전)》. |title=에 외부 링크가 있음 (도움말)
- (중국어) 星雲. 《佛光大辭典(불광대사전)》 3판. |title=에 외부 링크가 있음 (도움말)
- (중국어) 세친 조, 현장 한역 (T.1558). 《아비달마구사론(阿毘達磨俱舍論)》. 대정신수대장경. T29, No. 1558, CBETA. |title=에 외부 링크가 있음 (도움말)